# Martin Glváč
 (mai 2025).
Si vous disposez d'ouvrages ou d'articles de référence ou si vous connaissez des sites web de qualité traitant du thème abordé ici, merci de compléter l'article en donnant les références utiles à sa vérifiabilité et en les liant à la section « Notes et références ».
Martin Glváč, né le 20 novembre 1967 à Bratislava, est un homme politique slovaque membre de Direction - Social-démocratie (SMER-SD). Il est ministre de la Défense entre 2012 et 2016.

## Biographie

### Formation et vie professionnelle
Il étudie le droit entre 1987 et 1992 à l'université Comenius de Bratislava. Il travaille comme avocat jusqu'en 1994, puis devient homme d'affaires jusqu'en 2001. Il reprend alors son métier d'origine. En 2006, il est nommé directeur de cabinet du président de la région de Bratislava.

### Engagement politique
Élu député au Conseil national de la République slovaque en juin 2006, il renonce immédiatement à son mandat, à la suite de sa nomination au poste de secrétaire d'État du ministère des Travaux publics et du Développement régional. Il est réélu député à l'issue de son mandat, en 2010.
Le 4 avril 2012, lors de la formation du second gouvernement du président du gouvernement social-démocrate Robert Fico, Martin Glváč est désigné ministre de la Défense. Il est remplacé le 23 mars 2016 par Peter Gajdoš.